# Thereva brunettii
Thereva brunettii är en tvåvingeart som beskrevs av Jennifer L. Hollis 1964. Thereva brunettii ingår i släktet Thereva och familjen stilettflugor. Inga underarter finns listade i Catalogue of Life.